# ديليا شيبارد
ديليا شيبارد (بالدنماركية: Delia Sheppard)‏ هي عارضة وممثلة دانمركية، ولدت في 1961 بكوبنهاغن في الدنمارك.

## أعمال

### أفلام
- (1989) ولد في الرابع من يوليو[5]
- (2015)  شرطي المجمع التجاري 2[6][7]

## وصلات خارجية
- ديليا شيبارد على موقع IMDb (الإنجليزية)
- ديليا شيبارد على موقع قاعدة بيانات الفيلم (الإنجليزية)